# تاريخ البحرية الصينية

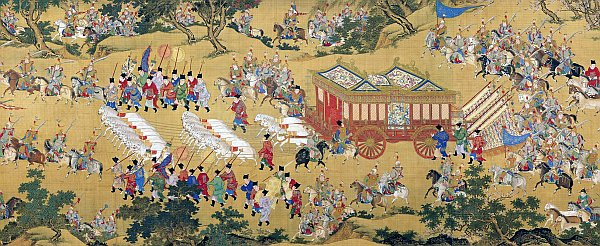

يعود تاريخ البحرية الصينية إلى آلاف السنين، مع وجود محفوظات في السجلات تعود إلى أواخر فترة الربيع أو الخريف ( 722 قبل الميلاد – 481 قبل الميلاد) عن البحرية الصينية القديمة ومختلف أنواع السفن المُستخدمة في الحروب. كانت الصين الدولة البحرية الرائدة في السنوات 1405 – 1433، عندما بدأت شركات بناء السفن الصينية ببناء ينك هائل عابر للمحيطات. في الوقت الحالي، استمرت حكومتا الصين القارية والتايوان بالحفاظ على القوات البحرية الدائمة مع بحرية جيش التحرير الشعبي وبحرية جمهورية الصين الشعبية. تضمنت العمليات دوريات بحرية في مضيق التايوان والمياه المحيطة، فضلًا عن الضربات المضادة وعمليات مكافحة الغزو في زمن الحرب، ويعمل فيلق البحرية التابع لجمهورية الصين الشعبية كفرع للبحرية.

## نبذة تاريخية

### المساعي البحرية الساحلية المبكرة
رسم الخرائط البحرية الصينية القديمة شو فو الأسطوري، الذي بحث عن خرافة الفوسانغ (يشير المصطلح إلى العديد من الهيئات المختلفة في الأدب الصيني القديم، وغالبًا ما تكون إما شجرة أسطورية أو أرضٍ غامضة في الشرق)، و جهز الطريق الملاحي الحريري منذ القرن الثاني قبل الميلاد من حاكم هابو.
أنشئت سلالة الهان أول قوة بحرية مستقلة في الصين، برج السفينة البحرية.
على الرغم من اندلاع العديد من المعارك البحرية قبل القرن الثاني عشر، مثل معركة المنحدرات الحمراء في حقبة الممالك الثلاث الواسعة النطاق في عام 208، في عهد سلالة سونغ (960-1279 ميلادية) أسس الصينيون البحرية الدائمة الثابتة في عام 1132 ميلادي. في ذروتها بأواخر القرن الثاني عشر، كان هناك 20 سربًا بنحو 52000 من مشاة البحرية، مع مقر عميد البحرية في دينغاي، في حين بقت القاعدة الرئيسية أقرب إلى شنغهاي الحديثة في تلك الأيام. جاء إنشاء البحرية الدائمة خلال فترة عهد سلالة سونغ بسبب الحاجة إلى الدفاع والوقوف في وجه الجورشن، الذين كانوا قد غزوا النصف الشمالي من الصين، ولمرافقة الأساطيل التجارية التي تدخل جنوب شرق المحيط الهادئ والمحيط الهندي في البعثات التجارية الخارجية الطويلة إلى الأوساط الهندوسية، والإسلامية، وشرق أفريقيا حول العالم. ومع ذلك، مع الأخذ بعين الاعتبار أن الصين كانت من البلاد المهددة منذ فترة طويلة من قبل القبائل البدوية البرية مثل شيونغنو، وغوكتورك، والمغول وغيرها، كان يُنظر إلى البحرية على أنها عاملٌ مساعد بدلًا من القوات العسكرية الهامة. بحلول القرنين الخامس عشر والسادس عشر طُوِر نظام قناة الصين والاقتصاد الداخلي بما فيه الكفاية لإلغاء الحاجة لأسطول المحيط الهادئ. بعد حرب الأفيون الأولى والثانية، التي هزت الضباط من سلالة تشينغ الحاكمة، أولت الحكومة أهمية أكبر للبحرية.
عندما واجه الأسطول البريطاني الصينيين أثناء حرب الأفيون الأولى، لاحظ ضباطهم ظهور قوارب ذات عجلات تجديف بين صفوف الأسطول الصيني. طُورت قوارب التجديف فعليًا من قِبل الصينيين بشكل مستقل في القرنين الخامس والسادس، بعد مرور قرن واحد فقط على ذكرهم لأول مرة في المصادر الرومانية، على الرغم من التخلي عن أساليب قوة الدفع هذه لعدة قرون وأُعيد تطبيقها مؤخرًا قبل الحرب. قُدمت العديد من الأساليب المبتكرة الأخرى في السفن الصينية خلال العصور الوسطى والتي لم تُعتمد من قِبل العالمين الغربي والإسلامي، والتي وثّق بعضها ماركو بولو، لكنها لم تدخل في القوات البحرية حتى القرن الثامن عشر، وذلك عندما تمكن البريطانيون بإدراجها بنجاح في تصاميم السفن. جنبًا إلى جنب مع الابتكارات الموضحة في كتاب تشو، كان هناك العديد من التحسينات الأخرى في التكنولوجيا الملاحية في فترة سونغ في العصور الوسطى. وشملت عوارض متقاطعة تحصن ضلوع السفن لتقويتها، ودفة توجيه يمكن رفعها أو خفضها للسماح للسفن بالسفر في مدى أوسع من الأعماق المائية، وترتيب أسنان المراسي بشكل دائري بدلاً من اتجاه واحد، «ما يجعلها أكثر موثوقية». تداخلت أشرعة الينك أيضًا بأعمدة خشبية بحيث يتمكن الطاقم من رفع الأشرعة وخفضها بواسطة الحبال من على سطح السفينة، مثل ستائر النوافذ، دون الحاجة إلى التسلق وربط الحبال المختلفة أو فكها في كل مرة تحتاج السفينة فيها إلى الاستدارة أو تعديل السرعة.
كانت معركة بحيرة بوهانغ من المعارك البحرية الكبيرة في الفترة من 30 أغسطس إلى 4 أكتوبر من عام 1363 بعد الميلاد، وهي معركة رسخت نجاح زو يونتشانج في تأسيس سلالة مينغ الحاكمة ومع ذلك، تقلص الأسطول الصيني بشكل كبير بعد أن اعتُبرت مهامه العسكرية والفرعية والاستكشافية في أوائل القرن الخامس عشر مكلفة للغاية وأصبح بالدرجة الأولى سلكًا للشرطة على المسارات مثل القناة الصينية الكبرى . أُقفت السفن مثل زوارق تشنغ خه التي تحمل اسم «أسطول الكنز»، والتي كانت ضئيلة بالمقارنة مع أكبر السفن البرتغالية في تلك الفترة، أصبح الينك السفينة الصينية المهيمنة حتى انتعاش البحرية النسبي في البلاد مؤخرًا (من حيث تاريخ الإبحار الصيني).